# آبشار بریدال ویل
آبشار بریدال ویل (به انگلیسی: Bridal Veil Falls) آبشاری است که در کشور ایالات متحده آمریکا واقع شده‌است و بلندترین ریزشگاه آن ۱۳٫۵ متر ارتفاع دارد. حوضهٔ آبریز این آبشار، رود کولاساجا است.